# Paya Bahung
Paya Bahung is een bestuurslaag in het regentschap Padang Lawas van de provincie Noord-Sumatra, Indonesië. Paya Bahung telt 291 inwoners (volkstelling 2010).